# Сан Вито ал Таляменто
Сан Вѝто ал Талямѐнто (на италиански: San Vito al Tagliamento; на фриулски: San Vît dal Tiliment, Сан Вит дал Тилимент) е град и община в Северна Италия, провинция Порденоне, автономен регион Фриули-Венеция Джулия. Разположен е на 30 m надморска височина. Населението на общината е 15 065 души (към 2010 г.).